# Arttu Korkeasalo
Arttu Kasperi Korkeasalo (* 4. Februar 2000 in Ylöjärvi) ist ein finnischer Leichtathlet, der sich auf das Kugelstoßen spezialisiert hat.

## Sportliche Laufbahn
Erste Erfahrungen bei internationalen Meisterschaften sammelte Arttu Korkeasalo beim Europäischen Olympischen Jugendfestival (EYOF) 2015 in Tiflis, bei dem er mit einer Weite von 18,98 m die Goldmedaille mit der 5-kg-Kugel gewann. Im Jahr darauf belegte er bei den erstmals ausgetragenen Jugendeuropameisterschaften in Tiflis mit 20,96 m den vierten Platz und 2017 erreichte er bei den U20-Europameisterschaften in Grosseto mit 18,93 m Rang zehn mit der 6-kg-Kugel. 2021 klassierte er sich bei den U23-Europameisterschaften in Tallinn mit 18,93 m auf dem siebten Platz. 2025 schied er bei den World University Games in Bochum mit 17,31 m in der Qualifikationsrunde aus.
In den Jahren 2022 und 2024 wurde Kokreasalo finnischer Meister im Kugelstoßen im Freien sowie von 2021 bis 2024 auch in der Halle.